# جورج آر. سويفت
جورج آر. سويفت (بالإنجليزية: George R. Swift)‏ هو سياسي أمريكي، ولد في 19 ديسمبر 1887 في الولايات المتحدة، وتوفي في 10 سبتمبر 1972 بنيو أورلينز في الولايات المتحدة. حزبياً، نشط في الحزب الديمقراطي. انتخب عضو مجلس نواب ألاباما وانتخب عضو مجلس الشيوخ الأمريكي.